# 大磯町
大磯町（日语：／ Ōiso machi */?）是日本神奈川縣南部的一町。

## 交通

### 鐵路
東日本旅客鐵道
- 東海道本線： 大磯站

- OpenStreetMap上有關大磯町的地理